# Franc Ksaver Zajec
Franc Ksaver Zajec (Zaic, Saiz) selo Sovodenj Gorenjska, 4. prosinca 1821. - Ljubljana, 8. ožujka 1888.) bio je prvi slovenski akademski školovani klasicistički kipar.

## Životopis
Zajec je rođen u seljačkoj obitelji, klesarskom zanatu se učio kod Luke Čeferina u Idriji 1843. – 1847. Nakon toga uputio se na školovanje na bečku likovnu akademiju (prof. J. Kähssmann), ali je zbog revolucionarnih nemira u Beču 1848.  prekinuo studij i vratio se u Idriju kod Luke Čeferina. Od 1851. je studirao kiparstvo na münchenskoj akademiji (prof. M. Widnmann). Nakon akademije vraća se u Sloveniju 1853. i radi u klesarskoj radionici M. Tomca u Šentvidu (danas dio Ljubljane), od 1854. trajno živi u Ljubljani.
Počeo je izlagati od 1853., na sebe je skrenuo pažnju 1856. kad je isklesao velike skulpture; Emona, Pravica, Modrost, Postava i druge, koje mu je naručilo gradsko poglavarstvo, jer je htjelo i na taj način ukrasiti Ljubljanu za carev posjet
Zajec je neuspješno pokušao 1880. utemeljiti prvu slovensku kiparsku školu, kako mu to nije uspjelo on je ostao čitavo 19. stoljeće jedini akademski školovani slovenski kipar.Kroz njegovu radionicu, prošli su i izučili se zanatu brojni kipari između ostalih i njegovi sinovi Franc Ignac Zajec i Ivan Zajec.

## Djela
Zajec je bio majstor za izradu portretnih bisti, koje su tad bile ušle u modu, tako je izradio bistu ljubljanskog biskupa Wolfa za Katedralu sv. Nikole u Ljubljani te biste sv. Mohora i Fortunata. 
Zajec je isklesao kip slovenskog blaženika Antona Martina Slomšeka za Mariborsku katedralu. Njegov najpoznatiji rad je portretna bista Franca Prešerena, odljev tog kipa postavljen je ispred pjesnikove rodne kuće u selu Vrba (Općina Žirovnica).

## Vanjske poveznice
- Zajec Franc Ksaver na portalu Slovenski biografski Leksikon  Arhivirana inačica izvorne stranice od 30. siječnja 2010. (Wayback Machine)